# Dr. Alban
Alban Uzoma Nwapa (n. 26 august 1957, Enugu, Statul Enugu, Nigeria), mai cunoscut sub numele său de scenă Dr. Alban, este un artist , producător si un excelent dentist suedez originar din Nigeria. Muzica lui poate fi descrisă cel mai bine ca un reggae Eurodance / hip-hop într-un stil dancehall.